# Nuovi racconti di Bustos Domecq
Nuovi racconti di Bustos Domecq è una raccolta di racconti pubblicata da Jorge Luis Borges e Adolfo Bioy Casares nel 1977.

## Edizioni italiane
- trad. Tilde Riva, Milano-Parma: F.M. Ricci, 1981 ISBN 88-216-0231-1; Milano: Mondadori, 1991 ISBN 88-04-34778-3